# Бад-Зальцуфлен
Бад-Зальцуфлен (нем. Bad Salzuflen) — город в Германии, в земле Северный Рейн-Вестфалия.
Подчинён административному округу Детмольд. Входит в состав района Липпе.  Население составляет 53 893 человека (на 31 декабря 2010 года). Занимает площадь 100,05 км². Официальный код  —  05 7 66 008.
Город подразделяется на 11 городских районов. Курорт с термальными минеральными водами, водолечебница.

## Достопримечательности
- Ратуша середины XVI века в стиле везерского ренессанса (Am Markt 26)
- Пара каменных домов XVI века с декором в стиле везерского ренессанса (Am Markt 32 и 34)
- Несколько фахверковых домов XVI века, украшенных богатой деревянной резьбой: Obere Mühlenstraße 1; Lange Straße 33, 35, 41; Steege 2/4.
- Памятник солверам (1988)
- Мемориал "Старая синагога" (1998)
- Мемориал «Еврейское кладбище» на Верлерштрассе (1988)

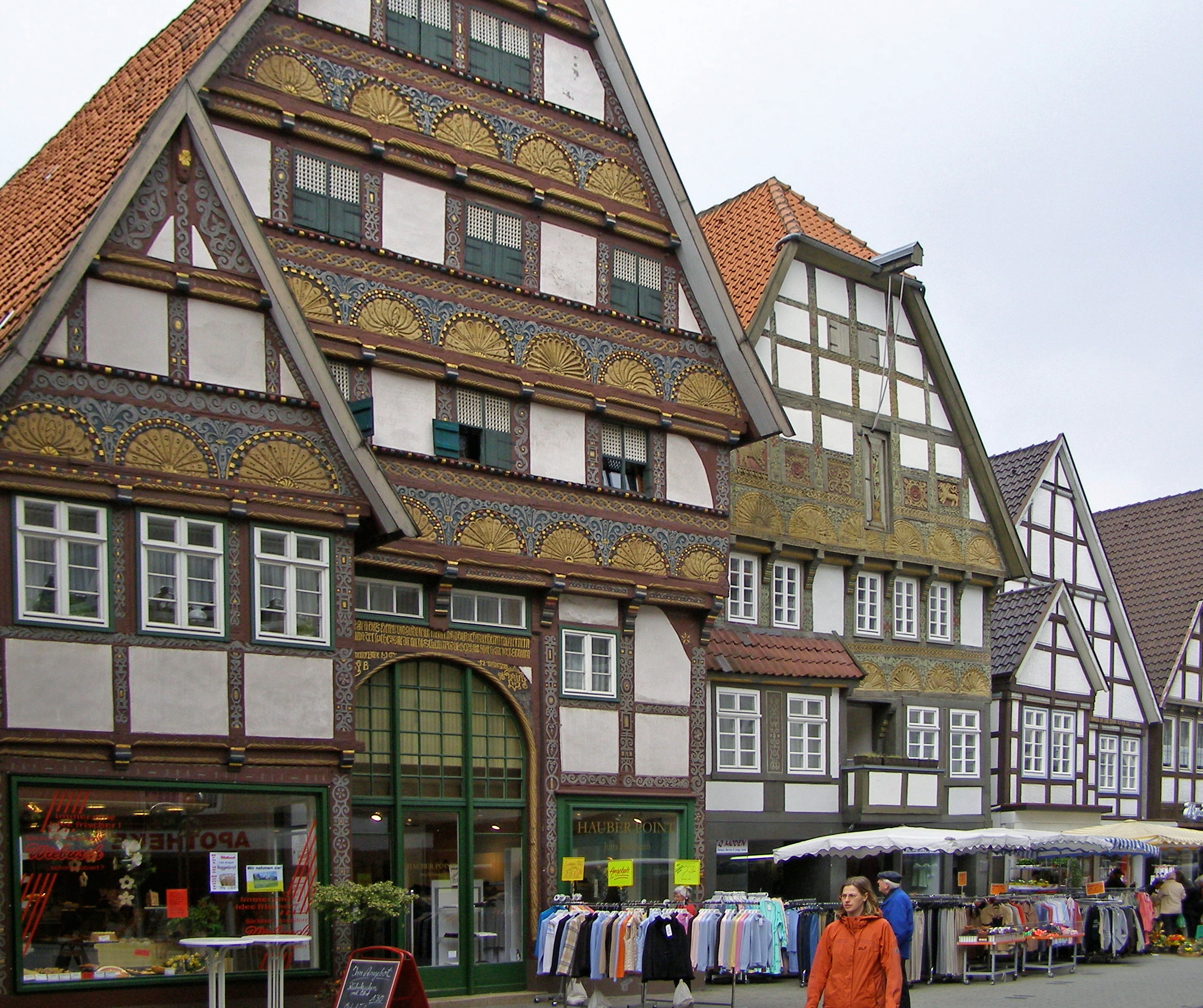
Lange Straße в Бад-Зальцуфлен